# Amyna trivenefica
Amyna trivenefica är en fjärilsart som beskrevs av Hans Daniel Johan Wallengren 1863. Amyna trivenefica ingår i släktet Amyna och familjen nattflyn. Inga underarter finns listade i Catalogue of Life.